# Palais des Offices (EUR)
Le palais des Offices (en italien, Palazzo Uffizi) est un bâtiment de Rome situé dans le quartier de l'EUR.
Il a été édifié entre 1937 et 1939, et a d'ailleurs été la première construction du nouveau quartier. Il était le siège des bureaux de l'exposition universelle de Rome, et c'est toujours sa fonction, même après la transformation de ladite entité en EUR Spa.

## L'histoire
Il a été conçu dans le but de l'organisation à Rome de l'exposition universelle en 1942, qui n'a jamais eu lieu. Il a été achevé en 1939.
Il a été le premier palais du nouveau quartier de l'EUR à être achevé.
Après le 8 septembre 1943, le bâtiment a été occupé par un commandement des troupes allemandes, puis utilisé comme infirmerie, et plus tard, après janvier 1945, il fut le siège de la direction de l'armée britannique jusqu'en 1946.

## L'abri anti-aérien
Sous le Palazzo, en 1937/38 a été construit un abri anti-aérien de 475 m2 comprenant différentes salles équipées et aérées, pouvant accueillir environ 300 personnes; dans le passé, les locaux ont été utilisés pour des expositions et des événements, puis fermés pour des raisons de sécurité.

## Description
L'édifice est composé de deux bâtiments perpendiculaires, l'un carré avec une cour intérieure, l'autre rectangulaire, ouvert au public. Le palais abrite une fontaine décorée de marbres dichromatiques (noir et blanc), avec des décors de Gino Severini, Giulio Rosso et Giovanni Guerrini.
A noter qu'une statue représentant un garçon effectuant un salut fasciste a été modifiée, après la Seconde Guerre mondiale, en "Génie du sport" avec l'application de gants sportifs sur les mains.